# Akeem Omolade
Akeem Omolade (Kaduna, 4 de marzo de 1983-Palermo, 13 de junio de 2022) fue un futbolista nigeriano que jugó en la posición de delantero.

## Carrera
Llegó a Italia a los diecisiete años para unirse en 2000 al FC Treviso, donde jugó tres partidos y anotó un gol en su única temporada con el club. En 2001 firmó un contrato con el Torino FC por tres temporadas en las que solo jugó cinco partidos sin anotar goles.
En 2003 fue cedido en préstamo al Novara FC, donde tuvo más actividad; anotó 4 goles en 18 partidos en su única temporada con el club para luego volver a ser cedido, esta vez en 2004 al AS Biellese, donde anotó dos goles en 10 partidos. En 2005 fichó con el AC Reggiana, con el que jugó 10 partidos sin anotar goles.
En 2006 pasó al SSD Città di Gela, con el que jugó dos temporadas y anotó dos goles en 34 partidos. En 2008 pasó a jugar al SS Barletta Calcio, donde anotó dos goles en 10 partidos en una temporada.
En 2009 pasó a jugar al US Vibonese Calcio, en el que anotó 6 goles en 26 partidos. En 2011 fichó con el Mazara Calcio, en el que anotó seis goles, pasando la siguiente temporada al ASDP Rivera 1954, con el que anotó seis goles en 20 partidos en la Serie D. En 2013 volvió a jugar con el Mazara Calcio por una temporada.
En 2014 pasó a jugar al Borgatta Terranove por dos temporadas en la Promozione, y en 2016 juega en el Altofonte FC, para retirarse en 2017.

## Fallecimiento
Murió en Palermo, el 13 de junio de 2022, a los treinta y nueve años.